# Fateh-110
Die Fateh-110 (persisch فاتح-۱۱۰, ‚Eroberer-110‘) ist eine mobile, ballistische Kurzstreckenrakete aus iranischer Produktion. Es gibt zahlreiche Weiterentwicklungen dieses Modells.

## Entwicklung
Nach dem achtjährigen Iran-Irak-Krieg in den 1980er-Jahren versuchte der Iran ballistische Raketen zu entwickeln, die eine höhere Präzision als seine Naze'at und Zelzal-Artillerieraketen aufweisen. Aus diesen Bestrebungen ging 1995 die Entwicklung der Fateh-110-Kurzstreckenrakete hervor. Der erste Teststart erfolgte im Mai 2001. Zwei weitere Tests fanden jeweils im September 2002 und im Februar 2003 statt. Während der Militärübung Großer Prophet 2 im November 2006 testete der Iran die Rakete ein viertes Mal mit Erfolg. Bei einem jährlichen Manöver im Januar 2007 führten die iranischen Revolutionsgarden einen weiteren Test erfolgreich durch. Weitere Tests erfolgten im September 2007 zusammen mit Ghadr-1 und Shahab-3-Mittelstreckenraketen und fünf unbestätigte Tests sollen zwischen 2008 und 2012 stattgefunden haben. Die erste Generation der Fateh-110 befindet sich seit 2002 im Dienst bei den iranischen Revolutionsgarden.

## Technik
Die Fateh-110 ist eine mobile, einstufige Kurzstreckenrakete mit Feststoffantrieb. Die Rakete stellt eine Kombination der Zelzal 2-Rakete mit dem Lenksystem der Tondar 69-Rakete aus der Volksrepublik China dar. Um das Lenksystem im Zelzal 2-Raketenrumpf unterzubringen, musste der Gefechtskopf um rund 150 kg verkleinert werden. Zusätzlich zu den vorhandenen Stabilisierungsflächen wurden am Raketenrumpf aerodynamische Steuerflächen angebracht. Das Raketentriebwerk wurde unverändert von der Zelzal 2 übernommen und verfügt über kein System für einen aktiven Brennschluss (Schubterminierung). Die Rakete ist 8,8 m lang, hat einen Durchmesser von 616 mm, einen 448 kg schweren Gefechtskopf, ein Gesamtgewicht von 3320 kg und eine Einsatzreichweite von 200–300 km.

### Khalidsch-e Fars
Dies ist eine Anti-Schiff-Variante, welche mit einem elektro-optischen/Infrarot-Sensor ausgestattet ist, um sich bewegende Ziele über Wasser erkennen und mit hoher Präzision treffen zu können. Ob und inwiefern die Rakete Seeziele treffen kann, wird von Fachkreisen angezweifelt. Die Khalidsch-e Fars ist 9 m lang, hat einen Durchmesser von 616 mm, einen 450 kg schweren Gefechtskopf, ein Gesamtgewicht von 3325 kg und eine Reichweite von 300 km.

### Fateh-313
Bei der Fateh-313 handelt es sich um eine verbesserte Variante der Fateh-110. Anders als bei der Fateh-110 besteht der Raketenkörper der Fateh-313 aus Verbundwerkstoffen. Darüber hinaus wird diese Variante mit einem Komposit-Treibstoff angetrieben und die Steuersektion dieser Rakete fällt im Vergleich zu ihren Vorgängern größer aus, was auf die Verwendung verbesserter Lenksysteme schließen lässt. Neben einem verbesserten Trägheitsnavigationssystem (INS) und einem Satellitennavigationssystem (GPS) könnte auch eine terminale Lenkung verwendet worden sein. Dadurch kann eine höhere Präzision erreicht werden. Die Reichweite der Fateh-313 liegt bei ca. 500 km und ist somit 300 km größer als die Reichweite ihrer Vorgänger. Gründe für die erweiterte Reichweite könnten das geringere Gewicht durch die Verwendung leichterer Materialien und des kleineren Sprengkopfs sein, oder aber verbesserte aerodynamische Flugeigenschaften, verursacht durch das effizientere Antriebssystem. Die hinteren Finnen (oder Flossen) der Fateh-313 unterscheiden sich von denen der Fateh-110-Varianten.

### Zolfaghar
Die Zolfaghar-Kurzstreckenrakete ist eine Variante der Fateh-110-Reihe mit einer erweiterten Reichweite von 700 km. Ihre Länge beträgt 10,3 m und ihr Durchmesser 680 mm. Das Gesamtgewicht der Rakete liegt bei 4620 kg und ihr Gefechtskopf wiegt 579 kg. Sie soll über einen manövrierfähigen Wiedereintrittskörper (MaRV) verfügen, also einem lenkbaren Gefechtskopf, der vor dem Wiedereintritt in die Atmosphäre von der Rakete abgetrennt wird und dessen Überlebenschancen gegen Raketenabwehrsysteme erhöht. Die Rakete fliegt in einer flachen quasi-ballistischen Flugbahn. Während bei der Fateh-110 die vorderen Finnen (oder Flossen) vor der Steuersektion positioniert sind, befinden sie sich bei der Zolfaghar hinter der Steuersektion. Dadurch wird der aerodynamische Luftwiderstand des Wiedereintrittskörpers verringert, welcher somit eine längere Zeit im Gleitflug verweilen kann. Außerdem wird der Radarquerschnitt des Wiedereintrittskörpers reduziert, wodurch zusätzlich seine Überlebenschancen gegen Raketenabwehrsysteme erhöht werden. Neben einem Trägheitsnavigationssystem (INS) und einem Satellitennavigationssystem (GPS) besteht die Möglichkeit, dass bei der Zolfaghar weitere Lenkverfahren, wie etwa ein astronomisches Navigationssystem, angewandt werden. Die Zolfaghar-Rakete soll auch in der Lage sein, mit Streumunition ausgerüstet zu werden.

### Dezful
Diese Rakete ist eine Verbesserung der Zolfaghar mit einer Reichweite von 1000 km. Sie soll, wie die Zolfaghar-Rakete auch, mit einem manövrierfähigen Wiedereintrittskörper (MaRV) ausgestattet sein. Die Dezful-Rakete soll mit einem Aerosol-Sprengkopf bestückt sein.

## Varianten
| Name             | Typ                                    | Reichweite | Sprengkopf          | Anmerkungen                                                       |
| ---------------- | -------------------------------------- | ---------- | ------------------- | ----------------------------------------------------------------- |
| Fateh-110        | Kurzstreckenrakete                     | 200–300 km | 448 kg              |                                                                   |
| Khalidsch-e Fars | Anti-Schiff-Rakete                     | 300 km     | 450 kg              |                                                                   |
| Hormuz-1         | Anti-Radar-Rakete                      | 250 km     | 442 kg              |                                                                   |
| Hormuz-2         | Anti-Schiff-Rakete                     | 250 km     | 442 kg              |                                                                   |
| Fateh-313        | Kurzstreckenrakete                     | 500 km     | 450 kg              | Neuere Generation der Fateh-110                                   |
| Zolfaghar        | Kurzstreckenrakete                     | 700 km     | 579 kg              |                                                                   |
| Fateh Mobin      | Kurzstreckenrakete/ Anti-Schiff-Rakete | 300–500 km | N/A                 |                                                                   |
| Dezful           | Mittelstreckenrakete                   | 1000 km    | ~450 kg             |                                                                   |
| Raad-500         | Kurzstreckenrakete                     | 500 km     | N/A                 | Neueste Generation der Fateh-110                                  |
| Zelzal-e Bareshi | Kurzstreckenrakete                     | 300 km     | 510 kg (30 × 17 kg) | Variante, welche über einen Sprengkopf mit Streumunition verfügt. |
| M-600            | Kurzstreckenrakete                     | 250–300 km | 450–500 kg          | Variante aus syrischer Produktion                                 |

## Einsatz
- Im Dezember 2012 feuerten syrische Streitkräfte entweder Fateh-110-Raketen oder Raketen der syrischen Variante M-600 auf Ziele der Freien Syrischen Armee ab.[3][22][23][24]
- Als Antwort auf den Doppelanschlag in Teheran am 7. Juni 2017, bei dem mindestens 18 Menschen, darunter fünf der Attentäter, ums Leben kamen, feuerten am 18. Juni 2017 die iranischen Revolutionsgarden aus den Provinzen Kermānschāh und Kordestān sechs Kurzstreckenraketen vom Typ Zolfaghar auf Stützpunkte der IS-Miliz in der ost-syrischen Provinz Deir ez-Zor.[25][26]
- Am 8. September 2018 kamen bei einem Raketenangriff der iranischen Revolutionswächter auf die Hauptquartiere der beiden iranisch-kurdischen Parteien KDP und DPK-I Fateh-110-Raketen zum Einsatz.[27] Kurdischen Quellen zufolge starben durch die Raketeneinschläge 18 Personen.[28]
- Auf den vom IS reklamierten Anschlag auf eine Militärparade der iranischen Revolutionsgarden am 22. September 2018, bei dem 29 Menschen, darunter auch Frauen und Kinder, getötet wurden, folgte am 1. Oktober 2018 ein Vergeltungsangriff der Revolutionsgarden auf Ziele der IS-Miliz im Südosten Syriens.[29] Hierbei kamen neben Drohnen und Qiam-1-Raketen auch Raketen vom Typ Zolfaghar zum Einsatz.[30]
- Als Vergeltung für die gezielte Tötung Qasem Soleimanis, dem Kommandeur der iranischen Quds-Einheit, durch eine amerikanische MQ-9-Reaper-Drohne am 3. Januar 2020 beschossen die iranischen Revolutionsgarden am 8. Januar 2020 die Al Asad Airbase im Westen Iraks, in der unter anderem US-Streitkräfte stationiert sind, mit Raketen der Modelle Qiam-2 und Fateh-313 (siehe Operation Märtyrer Soleimani).[31][32]

## Nutzer
- Iran
  - Luft- und Raumfahrtkräfte der iranischen Revolutionsgarden
- Syrien
  - Syrisches Heer[21][24]
- Libanon
  -  Hisbollah[21][33]